# Tomáš Dlabaja

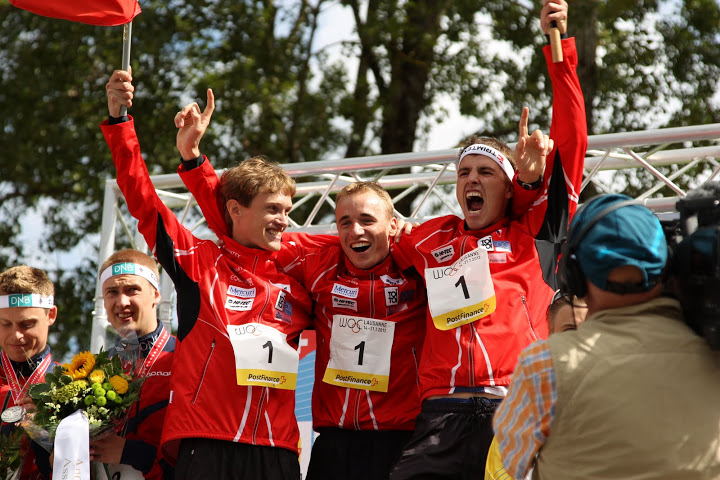
Vítězové štafet na WOC 2012

Tomáš Dlabaja, Ph.D. (* 13. říjen 1983 Zlín) je bývalý český reprezentant v orientačním běhu. Mezi jeho největší úspěchy patří zlatá medaile ze štafet na mistrovství světa 2012 ve švýcarském Lausanne, bronzová medaile ze štafet na Světových hrách 2005 v Německu a dva tituly akademického mistra světa (2004 a 2008). Na Mistrovství ČR získal celkem 8 titulů v individuálních a 1 ve štafetovém závodě. Mimo to získal také bronzovou medaili na mistrovství ČR v přespolním běhu v roce 2011 a ve stejném roce zvítězil v závodě Dolomitenmann mezi amatéry. Mezi orientačními běžci se mu říká Olaf.
Svou závodní kariéru začal ve Fryštáku, následně pokračoval v SKOB Zlín. Při studiu na Vysokém učení technickém v Brně reprezentoval SK Žabovřesky Brno. Nyní je členem českého klubu OOB TJ Turnov. Ve Skandinávii startoval za finský klub Rajamäen Rykmentti.
Po skončení aktivní kariéry v roce 2014 se stal členem foot o-komise IOF. Příležitostně spolukomentuje přenosy se závodů v orientačním běhu pro Českou televizi.

## Sportovní kariéra

### Umístění na MS a ME
| Přehled úspěchů na Mistrovství světa | Přehled úspěchů na Mistrovství světa | Přehled úspěchů na Mistrovství světa | Přehled úspěchů na Mistrovství světa | Přehled úspěchů na Mistrovství světa |
| Mistrovství světa                    | Sprint                               | Middle                               | Long                                 | Štafety                              |
| ------------------------------------ | ------------------------------------ | ------------------------------------ | ------------------------------------ | ------------------------------------ |
| Aichi 2005                           | Q                                    | 23. místo                            | X                                    | X                                    |
| Århus 2006                           | 18. místo                            | X                                    | Q                                    | X                                    |
| Kyjev 2007                           | 6. místo                             | X                                    | DSQ                                  | X                                    |
| Olomouc 2008                         | 6. místo                             | 13. místo                            | X                                    | 4. místo                             |
| Miskolc 2009                         | 15. místo                            | X                                    | X                                    | 27. místo                            |
| Trondheim 2010                       | 27. místo                            | 18. místo                            | X                                    | 5. místo                             |
| Savojsko 2011                        | 31. místo                            | X                                    | X                                    | 12. místo                            |
| Lausanne 2012                        | 16. místo                            | X                                    | 18. místo                            | 1. místo                             |
| Vuokatti 2013                        | Q16. místo                           | 20. místo                            | X                                    | 9. místo                             |

| Přehled úspěchů na Mistrovství Evropy | Přehled úspěchů na Mistrovství Evropy | Přehled úspěchů na Mistrovství Evropy | Přehled úspěchů na Mistrovství Evropy | Přehled úspěchů na Mistrovství Evropy |
| Mistrovství Evropy                    | Sprint                                | Middle                                | Long                                  | Štafety                               |
| ------------------------------------- | ------------------------------------- | ------------------------------------- | ------------------------------------- | ------------------------------------- |
| Otepää 2006                           | X                                     | 47. místo                             | 19. místo                             | X                                     |
| Ventspils 2008                        | Q                                     | DSQ                                   | 42. místo                             | 5. místo                              |
| Primorsko 2010                        | 15. místo                             | X                                     | 38. místo                             | 5. místo                              |
| Falun 2012                            | DSQ                                   | 36. místo                             | 44. místo                             | X                                     |

| Přehled úspěchů na Mistrovství světa juniorů | Přehled úspěchů na Mistrovství světa juniorů | Přehled úspěchů na Mistrovství světa juniorů | Přehled úspěchů na Mistrovství světa juniorů | Přehled úspěchů na Mistrovství světa juniorů |
| Mistrovství světa juniorů                    | Sprint                                       | Middle                                       | Long                                         | Štafety                                      |
| -------------------------------------------- | -------------------------------------------- | -------------------------------------------- | -------------------------------------------- | -------------------------------------------- |
| Miskolc 2001                                 | X                                            | X                                            | 57. místo                                    | X                                            |
| Alicante 2002                                | X                                            | 25. místo                                    | 8. místo                                     | 5. místo                                     |
| Polva 2003                                   | X                                            | 21. místo                                    | 22. místo                                    | X                                            |

| Přehled úspěchů na Akademickém mistrovství světa | Přehled úspěchů na Akademickém mistrovství světa | Přehled úspěchů na Akademickém mistrovství světa | Přehled úspěchů na Akademickém mistrovství světa | Přehled úspěchů na Akademickém mistrovství světa |
| Akademické mistrovství světa                     | Sprint                                           | Middle                                           | Long                                             | Štafety                                          |
| ------------------------------------------------ | ------------------------------------------------ | ------------------------------------------------ | ------------------------------------------------ | ------------------------------------------------ |
| Plzeň 2004                                       | X                                                | 6. místo                                         | 9. místo                                         | 1. místo                                         |
| Košice 2006                                      | 19. místo                                        | X                                                | 9. místo                                         | 4. místo                                         |
| Tartu 2008                                       | 1. místo                                         | X                                                | 21. místo                                        | 5. místo                                         |
| Borlänge 2010                                    | 9. místo                                         | 12. místo                                        | X                                                | 2. místo                                         |

### Umístění na MČR
| Umístění na Mistrovství České republiky v orientačním běhu | Umístění na Mistrovství České republiky v orientačním běhu | Umístění na Mistrovství České republiky v orientačním běhu | Umístění na Mistrovství České republiky v orientačním běhu | Umístění na Mistrovství České republiky v orientačním běhu | Umístění na Mistrovství České republiky v orientačním běhu | Umístění na Mistrovství České republiky v orientačním běhu | Umístění na Mistrovství České republiky v orientačním běhu | Umístění na Mistrovství České republiky v orientačním běhu | Umístění na Mistrovství České republiky v orientačním běhu | Umístění na Mistrovství České republiky v orientačním běhu | Umístění na Mistrovství České republiky v orientačním běhu |
| Ročník                                                     | Kategorie                                                  | Klasická                                                   | Krátká                                                     | Sprint                                                     | Dlouhá                                                     | Noční                                                      | Ranking                                                    | Členství v klubu                                           | Štafety                                                    | Kluby                                                      | Sprint. štafety                                            |
| ---------------------------------------------------------- | ---------------------------------------------------------- | ---------------------------------------------------------- | ---------------------------------------------------------- | ---------------------------------------------------------- | ---------------------------------------------------------- | ---------------------------------------------------------- | ---------------------------------------------------------- | ---------------------------------------------------------- | ---------------------------------------------------------- | ---------------------------------------------------------- | ---------------------------------------------------------- |
| MČR 1998                                                   | H18 – starší dorostenci                                    |                                                            |                                                            |                                                            |                                                            |                                                            |                                                            | SKOB Zlín                                                  |                                                            | 2. místo                                                   |                                                            |
| MČR 1999                                                   | H16 – mladší dorostenci                                    | 1. místo                                                   | 19. místo                                                  |                                                            |                                                            | 7. místo                                                   |                                                            | SKOB Zlín                                                  |                                                            |                                                            |                                                            |
| MČR 1999                                                   | H18 – starší dorostenci                                    |                                                            |                                                            | 4. místo                                                   | 10. místo                                                  |                                                            | 937. místo                                                 | SKOB Zlín                                                  | 1. místo                                                   |                                                            |                                                            |
| MČR 2000                                                   | H18 – starší dorostenci                                    | 1. místo                                                   | 2. místo                                                   | 6. místo                                                   | 2. místo                                                   | 2. místo                                                   | 943. místo                                                 | SKOB Zlín                                                  | 1. místo                                                   | 8. místo                                                   |                                                            |
| MČR 2001                                                   | H18 – starší dorostenci                                    | 1. místo                                                   | 2. místo                                                   | 8. místo                                                   | 1. místo                                                   | 1. místo                                                   | 643. místo                                                 | SKOB Zlín                                                  | 1. místo                                                   | 3. místo                                                   |                                                            |
| MČR 2002                                                   | H20 – junioři                                              | 1. místo                                                   | 9. místo                                                   |                                                            |                                                            | 2. místo                                                   | 32. místo                                                  | SKOB Zlín                                                  |                                                            |                                                            |                                                            |
| MČR 2002                                                   | H21 – muži                                                 |                                                            |                                                            | 5. místo                                                   |                                                            |                                                            |                                                            | SKOB Zlín                                                  | 1. místo                                                   | 10. místo                                                  |                                                            |
| MČR 2003                                                   | H20 – junioři                                              | 3. místo                                                   |                                                            |                                                            | 1. místo                                                   |                                                            | 20. místo                                                  | SKOB Zlín                                                  |                                                            |                                                            |                                                            |
| MČR 2003                                                   | H21 – muži                                                 |                                                            | 6. místo                                                   |                                                            |                                                            |                                                            |                                                            | SKOB Zlín                                                  | 2. místo                                                   | 6. místo                                                   |                                                            |
| MČR 2004                                                   | H21 – muži                                                 | 3. místo                                                   |                                                            | 5. místo                                                   |                                                            |                                                            | 2. místo                                                   | SK Žabovřesky Brno                                         | 6. místo                                                   | 8. místo                                                   |                                                            |
| MČR 2005                                                   | H21 – muži                                                 |                                                            |                                                            | 1. místo                                                   |                                                            | 1. místo                                                   | 2. místo                                                   | SK Žabovřesky Brno                                         | 2. místo                                                   | 7. místo                                                   |                                                            |
| MČR 2006                                                   | H21 – muži                                                 |                                                            |                                                            |                                                            |                                                            |                                                            | 619. místo                                                 | SK Žabovřesky Brno                                         |                                                            |                                                            |                                                            |
| MČR 2007                                                   | H21 – muži                                                 | disk                                                       |                                                            | 1. místo                                                   |                                                            |                                                            | 66. místo                                                  | SK Žabovřesky Brno                                         | 2. místo                                                   | 7. místo                                                   |                                                            |
| MČR 2008                                                   | H21 – muži                                                 | 7. místo                                                   | 5. místo                                                   | 1. místo                                                   | disk                                                       |                                                            | 4. místo                                                   | SK Žabovřesky Brno                                         |                                                            |                                                            |                                                            |
| MČR 2009                                                   | H21 – muži                                                 |                                                            | 3. místo                                                   | 1. místo                                                   |                                                            |                                                            | 84. místo                                                  | SK Žabovřesky Brno                                         | 3. místo                                                   | 2. místo                                                   |                                                            |
| MČR 2010                                                   | H21 – muži                                                 | 2. místo                                                   |                                                            | 2. místo                                                   |                                                            |                                                            | 8. místo                                                   | SK Žabovřesky Brno                                         | 3. místo                                                   | 4. místo                                                   |                                                            |
| MČR 2011                                                   | H21 – muži                                                 | 2. místo                                                   | 1. místo                                                   | 1. místo                                                   |                                                            |                                                            | 1. místo                                                   | OOB TJ Turnov                                              | 2. místo                                                   | 1. místo                                                   |                                                            |
| MČR 2012                                                   | H21 – muži                                                 | 3. místo                                                   |                                                            | 1. místo                                                   |                                                            | 1. místo                                                   | OOB TJ Turnov                                              |                                                            | 2. místo                                                   |                                                            |                                                            |
| MČR 2013                                                   | H21 – muži                                                 | 3. místo                                                   |                                                            |                                                            |                                                            | 293. místo                                                 | OOB TJ Turnov                                              | 4. místo                                                   | 1. místo                                                   |                                                            |                                                            |
| MČR 2014                                                   | H21 – muži                                                 |                                                            |                                                            |                                                            | 27. místo                                                  | 42. místo                                                  | OOB TJ Turnov                                              | 7. místo                                                   | 5. místo                                                   |                                                            |                                                            |
| MČR 2015                                                   | H21 – muži                                                 | 14. místo                                                  | 14. místo                                                  |                                                            |                                                            | 11. místo                                                  | OOB TJ Turnov                                              | 12. místo                                                  | 10. místo                                                  |                                                            |                                                            |
| MČR 2016                                                   | H21 – muži                                                 | 39. místo                                                  | 13. místo                                                  |                                                            | 27. místo                                                  | 40. místo                                                  | OOB TJ Turnov                                              | 12. místo                                                  | 12. místo                                                  |                                                            |                                                            |
| MČR 2017                                                   | H21 – muži                                                 | 60. místo                                                  |                                                            |                                                            |                                                            | 38. místo                                                  | OOB TJ Turnov                                              | 34. místo                                                  | 6. místo                                                   |                                                            |                                                            |
| MČR 2018                                                   | H21 – muži                                                 |                                                            | 23. místo                                                  | 68. místo                                                  |                                                            | 50. místo                                                  | OOB TJ Turnov                                              | 18. místo                                                  | 25. místo                                                  |                                                            |                                                            |
| MČR 2019                                                   | H21 – muži                                                 | 51. místo                                                  | 19. místo                                                  |                                                            | 40. místo                                                  | 58. místo                                                  | OOB TJ Turnov                                              |                                                            | 12. místo                                                  |                                                            |                                                            |
| MČR 2020                                                   | H21 – muži                                                 |                                                            | 27. místo                                                  |                                                            |                                                            | 58. místo                                                  | OOB TJ Turnov                                              | 22. místo                                                  |                                                            |                                                            |                                                            |